# Beedaganahalli, Chik Ballapur
Beedaganahalli là một làng thuộc tehsil Chik Ballapur, huyện Kolar, bang Karnataka, Ấn Độ.